# Lyncestis diascota
Lyncestis diascota är en fjärilsart som beskrevs av George Francis Hampson 1916. Lyncestis diascota ingår i släktet Lyncestis och familjen nattflyn. Inga underarter finns listade i Catalogue of Life.